# Dendromus mesomelas
Dendromus mesomelas là một loài động vật có vú trong họ Nesomyidae, bộ Gặm nhấm. Loài này được Brants mô tả năm 1827.
Loài này được tìm thấy ở Botswana, Cộng hòa Dân chủ Congo, Kenya, Malawi, Mozambique, Namibia, Nam Phi, Tanzania và Zambia. Các môi trường sống tự nhiên của rừng núi nhiệt đới hoặc cận nhiệt đới ẩm, xavan khô, thảm thực vật kiểu Địa Trung Hải, và đồng cỏ ở nơi cao nhiệt đới hoặc cận nhiệt đới.